# 1944년 국외 추방 희생자를 위한 기념관

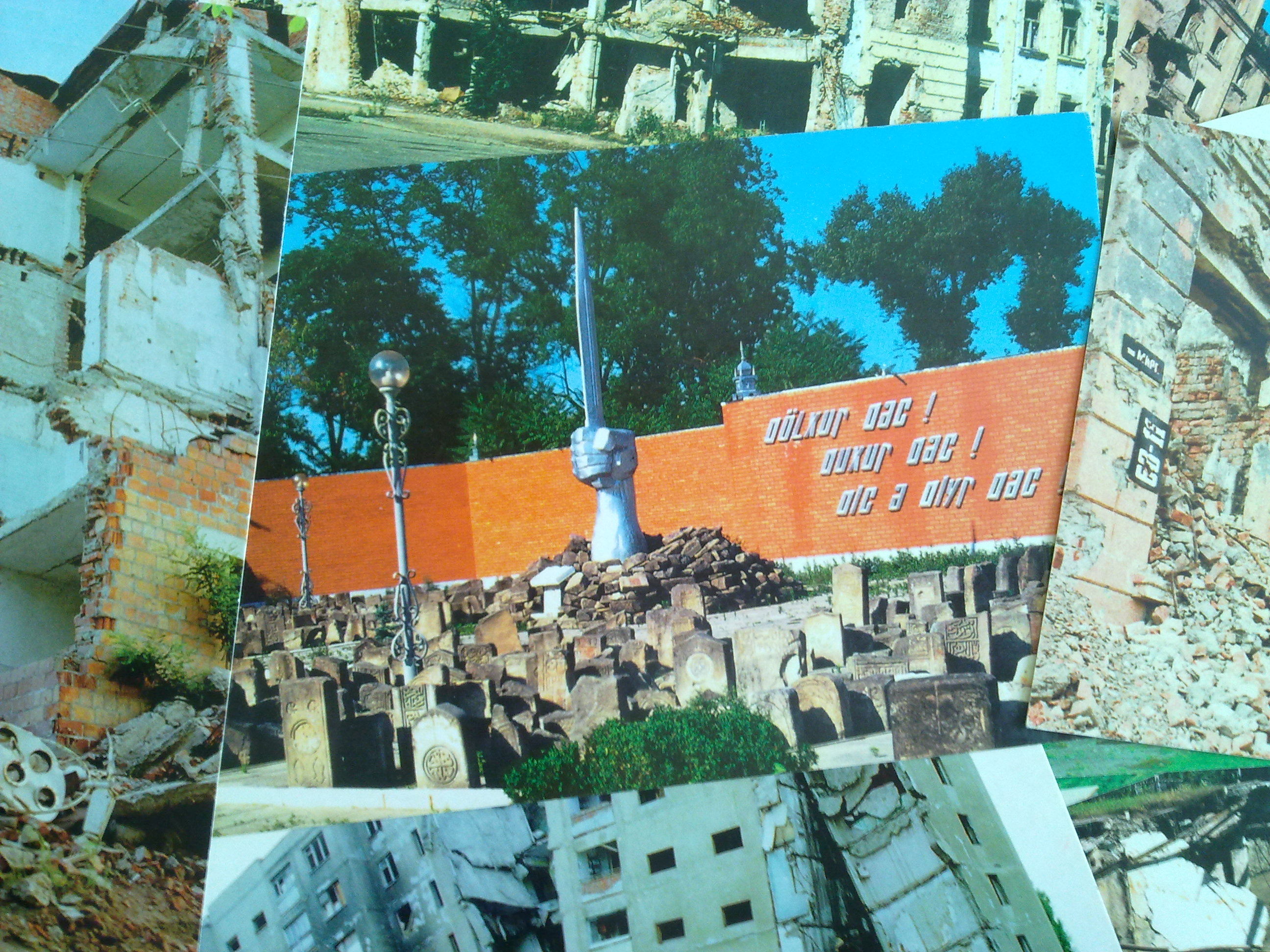
1994-1996년 동안의 전쟁 후 그로즈니의 대표적인 폐허들 속의 기념관을 보여주는 엽서. 벽에 씌여진 길귀는 “우리는 눈물 흘리지 않을 것이다! 우리는 부서지지 않을 것이다! 우리는 잊지 않을 것이다!” 을 의미한다.

1944년 국외 추방 희생자를 위한 기념관(체첸어: 1944 шарахь дIабохийначеран хIоллам, 러시아어: Мемориал жертвам депортации 1944 года)은 1992년, 체첸족을 상대로 스탈린 정권에 의해 이루어진 중앙 아시아로의 강제 이전 동안과 그 후의 집단 학살을 기리기 위해 체첸 공화국의 수도, 그로즈니 중심에 세워진 기념관이다.
각각, 1994-1996년, 그리고 1999-2000년의 기간 동안 러시아 연방군의 폭격으로 인해 부분적으로 파괴된 기념관 건물은 2008년 당국의 철거 시도에 의해 다시금 외관이 훼손되었다. 그 당시, 필연적으로 독립의 상징으로 여겨짐에도 불구하고 저질러진 기념관에 대한 이 “만행”과 “반달리즘”에 대한 인권 옹호자들의 논란이 간신히 완전한 철거로부터 “시의 유일한 체첸 기념비를 구했다”. 그런 일이 있은 후, 기념관은 철조망에 의해 에워 싸여져, 모르는 사람들에게는 기념관같은 것이있었다고는 생각지도 못할 정도였다.
그러나, 2014년 2월, 70번째 체첸족 강제 추방 기념일 전날 기념관은 끝내 비밀스럽게 “상부의 명령”에 의해 철거되었다. 건물 구조의 필수적인 부분이었던 묘석은 아흐마트 카디로프 광장의 지역 친러주의 세력의 죽음을 존경하는 화강암 돌기둥 옆에 심어진 채로 발견되었다.